# Daniel Cordone
Carlos Daniel Cordone, detto Lobo (General Rodríguez, 6 novembre 1974), è un ex calciatore argentino, di ruolo attaccante.

## Carriera

### Club
Arrivato a Newcastle, in Premier League, dal Racing Club de Avellaneda con grandi pretese, venne pagato £ 550.000 e riscosse grande insuccesso, dimostrandosi un autentico flop e venendo classificato al ventisettesimo posto tra i 50 peggiori attaccanti che abbiano mai giocato nel primo livello del calcio inglese. Al termine della sua avventura oltreoceano venne rispedito in Argentina, dove chiuse la carriera qualche anno dopo.

## Palmarès

### Club

#### Competizioni nazionali
- Campionato argentino: 3

Vélez: Apertura 1995, Clausura 1996, Clausura 1998

#### Competizioni internazionali
- Coppa Interamericana: 1

Vélez: 1994
- Coppa Sudamericana: 1

San Lorenzo: 2002